# Livonià
|  | Per a altres significats, vegeu «Livonià (poble)». |

El livonià (līvõ kēļ) és una llengua finoúgrica originària del Golf de Riga. Al 2013 va morir la darrera persona coneguda parlant del livonià, però la llengua ha estat recuperada amb una quarantena de parlants i 210 persones que l'entenen. Se'n coneixen tres dialectes:
- De l'oest, Luzh (Luzhna) i Piza o Mikeltorni.
- De transició, Ira o Lielirbe
- De l'est, d'Ukila o Jaunciems a Mustanumme o Melnsils

Els pocs documents conservats són de finals del segle xix, quan es van intensificar els esforços per conservar la llengua, que mai va gaudir d'un estatus d'oficialitat enfront del majoritari letó. Per escriure-la s'usa una barreja de l'alfabet llatí i diacrítics estonians i letons.
Cap al 1998 només hi havia uns 15 parlants actius de la llengua, que l'haguessin après dels seus pares, cosa que dificulta el procés de normalització lingüística. Des del 1998 Kersti Boiko està preparant llibres de text en livonià, per a aprendre els rudiments de la llengua en deu lliçons.
Des del 1994, a Irê/Mazirbe uns 70 infants aprenen la llengua a l'escola. Tanmateix, no hi ha encara cap diari en livonià, tots són en letó.
Com a característiques distintives cal destacar la gran varietat de diftongs que presenta i l'existència de dos tons lèxics.